# Ministério da Agricultura (Suécia)
| Ministério da Agricultura Suécia |      |
| Criação                          | 1900 |

O Ministério da Agricultura (Jordbruksdepartementet) foi criado em 1900, mudou de nome em 2011 para Ministério dos Assuntos Rurais (Landsbygdsdepartementet), e foi extinto em 2015, passando as suas funções à responsabilidade do Ministério da Economia (Näringsdepartementet).
Quando foi fundado em 1900, houve a intenção de aliviar a carga do Ministério do Interior (Civildepartementet) e introduzir uma coordenação da política agrícola sueca.

O novo ministério incorporou os dossiês da agricultura e pescas do Ministério do Interior e o dossiê das florestas do Ministério das Finanças (Finansdepartementet), alargando sucessivamente a sua responsabilidade às áreas da agricultura, pescas, renas, Lapões, proteção de animais, desenvolvimento rural, alimentos e caça, além de investigação e cooperação internacional nesses domínios.

## Algumas agências governamentais vinculadas aos extintos Ministério da Agricultura e Ministério dos Assuntos Rurais
- Direção-Geral de Agricultura (Jordbruksverket) em Jönköping
- Direção-Geral de Pescas (Fiskeriverket) em Gotemburgo
- Universidade de Ciências Agrárias da Suécia (Sveriges Lantbruksuniversitet) em Uppsala
- Instituto Nacional de Medicina Veterinária (Statens Veterinärmedicinska Anstalt) em Uppsala
- Parlamento Lapão (Sametinget) em Kiruna
- Agência Nacional de Defesa do Consumidor (Konsumentverket) em Estocolmo